# Ulrichsberg
Ulrichsberg (česky Oldřichov) je městys v rakouské spolkové zemi Horní Rakousy, v okrese Rohrbach. Území obce sousedí s Českem i Německem.

## Počet obyvatel
V roce 2012 zde žilo 2 961 obyvatel.

## Politika
Starostové od roku 1850::
| Amtszeit  | Name                     | Amtszeit  | Name                  | Amtszeit     | Name                |
| --------- | ------------------------ | --------- | --------------------- | ------------ | ------------------- |
| 1850      | Johann Drächsler         | 1910–1914 | Kajetan Kagerer       | 1955–1985    | Franz Pröll         |
| 1850–1861 | Franz X. Langthaler      | 1914–1919 | Heinrich Leitner      | 1985–2002    | Josef Natschläger   |
| 1861–1867 | Schindlau zu Ulrichsberg | 1919–1929 | Kajetan Kagerer       | od roku 2002 | Wilfried Kellermann |
| 1867–1877 | Johann Drächsler jun.    | 1929–1938 | Alois Pröll           |              |                     |
| 1877–1880 | Georg Löffler            | 1938–1939 | Leopold Samböck       |              |                     |
| 1880–1898 | Franz Krenn              | 1939–1945 | Ferdinand Hofmann     |              |                     |
| 1898–1903 | Georg Reischl            | 1945–1946 | Leopold Weikerstorfer |              |                     |
| 1903–1910 | Franz Krenn              | 1946–1955 | Franz Roth            |              |                     |

## Rozhledny
Na území obce, 1 km od rakousko-české hranice se nachází rozhledna Moldaublick. Kovová rozhledna byla postavena v roce 1967, má výšku 24 m, je otevřena od dubna do listopadu. Na opačném svahu hory Sulzbergu ve vzdálenosti 2,5 km od rozhledny Moldaublicku byla v roce 2009 otevřena další rozhledna Alpenblick.